# Horonjärvi
Horonjärvi är en sjö i Finland. Den ligger i kommunen Saarijärvi i landskapet Mellersta Finland, i den centrala delen av landet, 290 km norr om huvudstaden Helsingfors. Horonjärvi ligger 174,5 meter över havet. Den är 15 meter djup. Arean är 83,7 hektar och strandlinjen är 8,84 kilometer lång. Sjön  ingår i Kymmene älvs huvudavrinningsområde.   I omgivningarna runt Horonjärvi växer i huvudsak barrskog.
I övrigt finns följande i Horonjärvi:
- Mustikkasaari (en ö)
- Kotasaari (en ö)
- Isosaari (en ö)